# Великополовецкое
Великополове́цкое (укр. Великополовецьке) — село, входит в Сквирский район Киевской области Украины.
Население по переписи 2001 года составляло 2353 человека. Почтовый индекс — 09030. Телефонный код — 4568. Занимает площадь 9,49 км². Код КОАТУУ — 3224081201.

## История
В ХІХ столетии село Великополовецкое было волостным центром Велико-Половецкой волости Васильковского уезда Киевской губернии. В селе была Вознесенская церковь. Священнослужители Вознесенской церкви:
- 1775 — священник Иван Соколовский
- 1799 — священник Духневич (Дахнович), дьячок Лютославский (Литославский)
- 1847 — священник Александр Степанович Дахнович
- 1847 — диакон , состоящий на должности дьячка, Александр Бутовский
- 1847 — дьячок, состоящий на должности пономаря, Степан Дахнович

## Местный совет
09030, Київська обл., Сквирський р-н, с. Великополовецьке, вул. Леніна, 34